# Hilde Domin
Hilde Domin Löwenstein (nome de casada Hilde Palm) (Colônia, Alemanha, 27 de julho de 1909 – Heidelberg, 22 de fevereiro de 2006), foi uma escritora e poetisa alemã. Domin vivia ultimamente em Heidelberg.

## Biografia
Hilde Domin, filha de um advogado judeu, nasceu em 1909 em Colônia (até 1999, 1912 constava como o ano de seu nascimento). Depois do ginásio em Colônia, Domin estudou de 1929 até 1932 na Ruprecht-Karls-Universität Heidelberg, Universität zu Köln (Colônia), Rheinische Friedrich-Wilhelms-Universität Bonn e na Humboldt-Universität zu Berlin inicialmente Direito, mais tarde Economia, Sociologia e Filosofia. Seus professores mais importantes foram Karl Jaspers e Karl Mannheim.
Em 1932, Domin emigrou para Roma por motivos políticos com o arqueólogo e historiador de arte Erwin Walter Palm. Na Università degli Studi di Firenze (Universidade de Florença) ela encerrou em 1935 seus estudos em Ciência Política com o trabalho “Pontanus als Vorläufer von Macchiavelli”(Pontano como precursor de Maquiavel). De 1935 a 1939 ela trabalhou como professora de idiomas em Roma. Em 1936, casou-se com seu companheiro, Erwin Walter Palm.
Depois do Acordo de Munique (1938) entre Hitler e Mussolini, iniciou-se na Itália a perseguição aos inimigos do nazismo. Por isso, em 1939, o casal fugiu da Itália para a Grã Bretanha, onde Hilde Palm trabalhou por pouco tempo como professora de idiomas no St. Aldyn’s College e seguiu em 1941 (pelos Estados Unidos) para a República Dominicana. Lá, trabalhou como tradutora e fotógrafa e mais tarde, de 1947 até 1952, como professora de alemão na Universidade de Santo Domingo.
Só em 1951, após a morte de sua mãe, Domin começou a escrever suas próprias poesias, que foram publicadas a partir de 1957 sob o pseudônimo “Domin”. O nome Domin era uma referência ao exílio em Santo Domingo, onde ela começou sua carreira de poetisa. Para Hilde Domin, amar e ser amada eram o verdadeiro sentido da vida (Traduzido de: Amors Pfeile ou: die Magie der Liebe, Deutschlandfunk, Freistil, 25 de dezembro de 2005).
Em 1954, ela voltou à Alemanha após 22 anos de exílio. Suas primeiras poesias foram publicadas em revistas em 1957. Desde 1960, Hilde Domin atuou como escritora, escrevendo além de poesias, contos, um romance (montagem) e também ensaios literários. Trabalhou também como tradutora e editora.
Normalmente, Domin declamava suas poesias duas vezes. Em uma entrevista em 1986, perguntaram-na, quanta coragem um escritor deveria ter. “O escritor precisa ter três tipos de coragem. De ser ele mesmo. A coragem de não mentir, de chamar as coisas pelo nome. Em terceiro lugar, ter a boa vontade e acreditar nos outros”. No ano universitário de 1987/88 ela fez as Frankfurter Poetik-Vorlesungen.
No seu aniversário de 95 anos no dia 27 de julho de 2004, Hilde Domin recebeu o título de cidadã honorária de Heidelberg. Em 15 de fevereiro de 2006, tornou-se membro de honra do P.E.N.-Club des Exils.
Sua velhice foi vivida em Heidelberg, onde, em 22 de fevereiro de 2006, morreu, aos 96 anos em consequência de uma queda.
No dia 7 de março de 2007, a Escola "Haus- und Landwirtschaftliche Schule Herrenberg"  passou a se chamar "Hilde-Domin-Schule".

## Obras
- Herbstzeitlose (poesia, 1955)
- Ziehende Landschaft (poesia, 1955)
- Wo steht unser Mandelbaum (poesia, 1957)
- Nur eine Rose als Stütze (poesia, 1959)
- Rückkehr der Schiffe (poesia, 1962)
- Linguistik (poesia, 1963)
- Hier (poesia, 1964)
- Tokaidoexpress (poesia, 1964)
- Höhlenbilder (poesia, 1968)
- Das zweite Paradies. Roman in Segmenten. (1968)
- Wozu Lyrik heute. Dichtung und Leser in der gesteuerten Gesselschaft (1968)
- Ich will dich (poesia, 1970)
- Von der Natur nicht vorgesehen. Autobiographisches (1974)
- Aber die Hoffnung. Autobiographisches aus und über Deutschland (1982)
- Unaufhaltsam (poesia, 1962)
- Rufe nicht (-)
- Der Baum blüht trotzdem (poesia, 1999)
- Magere Kost (-)
- Haus ohne Fenster (-)

Os historiadores de literatura e arte, Jan Bürger, diretor do departamento de manuscritos no arquivo literário Marbach, e Frank Druffner apresentaram, em janeiro de 2007, as cartas trocadas entre Domin e Erwin Walter Palm entre 1931 e 1960, que refletem os aspectos pessoais do destino de dois emigrantes. As correspondências, cuja existência até então era desconhecida, foram encontradas na última casa onde viveu Domin.

## Prêmios
- 1968 Prêmio literário Ida Dehmel do GEDOK
- 1971 Prêmio Droste
- 1972 Prêmio Heinrich Heine da cidade de Düsseldorf
- 1974 Prêmio Roswitha
- 1976 Prêmio Rilke
- 1983 Prêmio Nelly Sachs
- 1983 Cruz do Merecimento de Primeira Classe da República Federativa Alemã
- 1983 Medalha Richard Benz da cidade de Heidelberg
- 1988 Cruz do Mérito do Estado da Renânia do Norte
- 1990 Medalha do Merecimento do Estado de Baden-Württemberg
- 1992 Prêmio Friedrich Hölderlin da cidade de Bad Homburg
- 1992 Prêmio Hilde Domin para Literatura no Exílio da cidade de Heidelberg
- 1992 Medalha Carl Zuckmayer
- 1993 Prêmio Hermann Sinsheimer da cidade Freinsheim
- 1993 Professora Emérita do Estado de Baden-Württemberg
- 1995 Prêmio de Literatura da Fundação Konrad Adenauer
- 1999 Prêmio de Literatura Jakob Wassermann
- 1999 Prêmio do Estado da Renânia do Norte
- 2004 Cidadã Emérita da cidade de Heidelberg
- 2005 Ordem do Mérito da República Dominicana ("Ordem del Mérito de Duarte, Sánchez y Mella, en el grado de Commedador", a mais alta condecoração da República Dominicana)